# Het slot in de Pyreneeën
Het slot in de Pyreneeën (Le château des Pyrénées) is een schilderij uit 1959 van de Belgische surrealistische schilder René Magritte. Het werk bevindt zich momenteel  in het Israel Museum in Jeruzalem.
Het doek toont, tegen de achtergrond van een rustige zee en een halfbewolkte hemel, een vrij in de lucht zwevende grijze rots (vergelijkbaar met het schilderij 'De pijl van Zenon' uit 1964) met daarop een eveneens grijs kasteel.
Het schilderij werd vervaardigd in opdracht van Magrittes vriend, de oorspronkelijk uit België afkomstige Amerikaanse advocaat, kunstverzamelaar en schrijver Harry Torczyner (1910 - 1998), die ook een boek en diverse andere geschriften aan de schilder wijdde.
Het ontstaan van het schilderij wordt beschreven in een briefwisseling tussen de twee mannen, zoals blijkt uit een publicatie van het Israel Museum in 1991, waaruit duidelijk wordt dat Torczyner inspraak had in datgene wat zou worden afgebeeld, hoewel Magritte de vrije hand had in de uitwerking van het thema.